# Gaspar Avalos de la Cueva
Gaspar Avalos de la Cueva, španski rimskokatoliški duhovnik, škof in kardinal, * 1485, † 2. november 1545.

## Življenjepis
14. novembra 1524 je bil imenovan za škofi Guadixa, 22. januarja 1529 za nadškofa Granade in 29. marca 1542 za nadškofa Santiaga de Compostela.
19. decembra 1544 je bil povzdignjen v kardinala.